# Eremobates docolora
Eremobates docolora är en spindeldjursart som beskrevs av Brookhart och Muma 1981. Eremobates docolora ingår i släktet Eremobates och familjen Eremobatidae. Inga underarter finns listade i Catalogue of Life.